# J. M. G. Le Clézio
Pour les articles homonymes, voir JMG et Leclézio.
Jean-Marie Gustave Le Clézio, plus connu sous la signature de J. M. G. Le Clézio, né le 13 avril 1940 à Nice, est un écrivain de langue française, comme il se définit lui-même,. De nationalités française et mauricienne,, il est fortement imprégné par les cultures mauricienne et bretonne de sa famille.
Il connaît très vite le succès avec son premier roman publié, Le Procès-verbal (1963). Jusqu’au milieu des années 1970, son œuvre littéraire porte la marque des recherches formelles du Nouveau Roman. Par la suite, influencé par ses origines familiales, par ses incessants voyages et par son goût marqué pour les cultures amérindiennes, Le Clézio publie des romans qui font une large part à l'onirisme et au mythe (Désert et Le Chercheur d’or), ainsi que des livres à dominante plus personnelle, autobiographique ou familiale (L'Africain). Il est l'auteur d'une cinquantaine d'ouvrages de fiction (romans, contes, nouvelles) et d'essais. Le prix Nobel de littérature lui est décerné en 2008, en tant qu’« écrivain de nouveaux départs, de l’aventure poétique et de l'extase sensuelle, explorateur d'une humanité au-delà et en dessous de la civilisation régnante ». Son œuvre est traduite en 36 langues.

## Biographie

### Jeunesse
Jean-Marie Gustave Le Clézio est le fils de Raoul Le Clézio (chirurgien) et de Simonne Le Clézio. Le nom de famille est d'origine bretonne et rurale, « kleuzioù, ar c'hleuzioù » (« talus en bord de chemin — avec ou sans fossé »). Ses parents sont cousins germains (tous les deux ont les mêmes grands-parents paternels, Sir Eugène Le Clézio et Camille Accary) et sont issus d’une famille bretonne émigrée à l’île Maurice au XVIIIe siècle, colonie britannique où ils acquièrent la nationalité britannique. Le Clézio se considère lui-même comme de culture mauricienne et de langue française.
Il écrit ses premiers récits à l’âge de 7 ans, dans la cabine du bateau qui le conduit avec sa mère au Nigeria où il va retrouver son père, qui y est resté pendant la Seconde Guerre mondiale. L’écriture et le voyage resteront dès lors indissociables dans son œuvre. Il effectue ses études au lycée Masséna, puis au collège littéraire universitaire à Nice, à Aix-en-Provence, puis à Londres et à Bristol. En 1964, il rédige un mémoire pour l’obtention du diplôme d’études supérieures sur le thème : « La solitude dans l’œuvre d’Henri Michaux ».

### Premières publications
Dès 23 ans, J. M. G. Le Clézio devient célèbre lorsque paraît Le Procès-verbal, récit esthétiquement proche de L'Étranger d’Albert Camus et des recherches narratives du Nouveau Roman, baigné par le climat de la guerre d’Algérie finissante, et couronné par le prix Renaudot en 1963.
En 1967, il fait son service national en Thaïlande en tant que coopérant, et est rapidement expulsé pour avoir dénoncé le tourisme sexuel. Il a pensé à devenir moine bouddhiste près  de Songkhla. Il est envoyé au Mexique afin d’y finir son service. Il participe à l’organisation de la bibliothèque de l'Institut français d'Amérique latine (IFAL), et commence à étudier le maya et le nahuatl à l’université de Mexico, études qui le conduiront au Yucatán. Pendant quatre ans, de 1970 à 1974, il partage la vie des Indiens Emberás et Waunanas, au Panama. La découverte de leur mode de vie, si différent de celui qu'il connaissait jusqu'alors, constitue pour lui une expérience qu'il qualifiera plus tard de « bouleversante ». En 1977, Le Clézio publie une traduction des Prophéties du Chilam Balam, ouvrage mythologique maya, travail qu'il effectue au Yucatán. Spécialiste du Michoacán (centre du Mexique), il soutient en 1983 une thèse d’histoire sur ce sujet à l’Institut d'études mexicaines de Perpignan. Il enseigne entre autres aux universités de Bangkok, de Mexico, de Boston, d’Austin et d’Albuquerque, mais en 1978, il ne peut accéder au poste de chercheur au CNRS.

### Changement d’écriture
À la fin des années 1970, Le Clézio opère un changement dans son style d’écriture et publie des livres plus apaisés, à l’écriture plus sereine[réf. nécessaire], où les thèmes de l’enfance, de la minorité, du voyage, passent au premier plan. Cette manière nouvelle séduit le grand public[réf. nécessaire]. En 1980, Le Clézio est le premier à recevoir le grand prix de littérature Paul-Morand, décerné par l’Académie française, pour son ouvrage Désert. En 1990, Le Clézio fonde en compagnie de Jean Grosjean la collection « L’Aube des peuples », chez Gallimard, dédiée à l’édition de textes mythiques et épiques, traditionnels ou anciens. Son intérêt pour les cultures éloignées se déplace dans les années 2000 vers la Corée, dont il étudie l’histoire, la mythologie et les rites chamaniques, tout en occupant une chaire de professeur invité à l’Université des femmes Ewha.
En mars 2007, il est l’un des quarante-quatre signataires du manifeste intitulé Pour une littérature-monde en français, qui invite à la reconnaissance d’une littérature de langue française qui ne reléguerait plus les auteurs dits « francophones » dans les marges ; et à retrouver le romanesque du roman en réhabilitant la fiction grâce notamment à l'apport d'une jeune génération d'écrivains sortis de « l’ère du soupçon. » Dans un entretien paru en 2001, Le Clézio déplorait déjà que « l’institution littéraire française, héritière de la pensée dite universelle des Encyclopédistes, [ait] toujours eu la fâcheuse tendance de marginaliser toute pensée de l’ailleurs en la qualifiant d’"exotique". » Lui-même se définit d'ailleurs comme un écrivain « français, donc francophone », et envisage la littérature romanesque comme étant « un bon moyen de comprendre le monde actuel. »

### Prix Nobel de littérature
En octobre 2008, alors que paraît Ritournelle de la faim, inspiré par la figure de sa mère, il se voit décerner le prix Nobel de littérature. Sa première réaction est d’affirmer que la récompense « ne changera rien » à sa manière d’écrire. L'écrivain italien Pietro Citati rejette vigoureusement le « choix malheureux » de l'Académie de Suède, qualifiant même Le Clézio d'« auteur très médiocre »,,.
En 2010, l'ordre de l'Aigle aztèque mexicain lui est accordé en tant que « spécialiste des civilisations antiques mexicaines ». Le président Felipe Calderón décrit à cette occasion l'écrivain français comme « un prix Nobel français très mexicanisé, et si j'ose dire, très michoacanisé ».
Depuis très longtemps, Le Clézio parcourt de nombreux pays dans le monde, sur les cinq continents, mais vit principalement à Albuquerque, et en France, à Nice et à Paris. Il a publié une quarantaine de volumes : contes, romans, essais, nouvelles, deux traductions de mythologie indienne, ainsi que d'innombrables préfaces et articles et quelques contributions à des ouvrages collectifs.
Le Clézio est membre du jury du prix Renaudot quand ce dernier est attribué à Gabriel Matzneff en 2013. L'écrivain a affirmé qu'il s'était opposé « avec force » à l'attribution du prix à Matzneff en 2013. « On ne m'a pas écouté », a-t-il déploré.
En 2011, J.-M. G. Le Clézio est le « grand invité » du musée du Louvre. Il pose un nouveau regard sur les collections du musée à travers le thème « Les musées sont des mondes » associé à une programmation pluridisciplinaire : exposition, conférences, concerts, cinéma, théâtre… Il met à l’honneur des artistes et auteurs comme Georges Lavaudant, Dany Laferrière, Camille Henrot, Dupuy-Berberian, Souleymane Cissé, Danyèl Waro, Jean-François Zygel…
Dans l'entre-deux-tours de l'élection présidentielle de 2017 qui oppose Marine Le Pen à Emmanuel Macron, il déclare : « Si Le Pen gagne, je rendrai mon passeport français ».
Il dénonce avec d'autres écrivains dans une tribune en mai 2025 le « génocide » de la population à Gaza et demande « un cessez-le-feu immédiat ».

### Vie privée
Après un premier mariage en 1961 avec Rosalie Piquemal (avec qui il a une fille, Patricia), J.-M. G. Le Clézio se marie en 1975 avec Jémia Jean,, marocaine d'ascendance sahraouia Aroussia,, (de Saguia el-Hamra) et mère de ses deuxième et troisième filles Alice et Anna. Ensemble, ils écrivent Sirandanes (recueil de devinettes proverbiales courantes à Maurice) et Gens des nuages,.  J. M. G. Le Clézio se déclare proche de l'Islam et en particulier du soufisme. Fille cadette de J. M. G. Le Clézio, Anna, créditée sous le nom « Anna Jean », a fondé le groupe de musique Juniore en 2013.

## Œuvre littéraire (analyse)

### Recherches formalistes des premières années
À la parution des premiers volumes publiés par Le Clézio dans les années 1960 (Le Procès-verbal, La Fièvre, Le Déluge), le jeune écrivain est rapproché des recherches formalistes du Nouveau Roman, en particulier de Georges Perec, Michel Butor et Nathalie Sarraute,.
Les thèmes abordés — la douleur, l’angoisse, la douleur dans le milieu urbain — font surtout de lui l’héritier des questionnements et dénonciations existentialistes, et plus encore d'Albert Camus. Le Procès-verbal rappelle ainsi irrésistiblement L'Étranger, quoiqu'il puisse également évoquer le Nexus de Henry Miller.

### Influence des voyages et l’exploration culturelle
Le Clézio élabore dès la fin des années 1960 des œuvres plus personnelles, moins marquées par le formalisme, sans perdre sa capacité de révolte. Ses publications sont dominées par l’exploration de l’ailleurs et par les préoccupations écologiques (Terra Amata, Le Livre des fuites, La Guerre), et de plus en plus influencées par les voyages de l’auteur et son séjour chez les indiens du Mexique. Les essais de Le Clézio mettent en évidence son cheminement méditatif nourri par la culture des indiens Embera, dirigé vers le panthéisme (L'Extase matérielle), la culture indienne, l'onirisme et l'expérience des drogues (Mydriase, Haï), et toujours la recherche d'une échappatoire à la société occidentale et urbaine contemporaine.
La réflexion culturelle de Le Clézio s’étend par ailleurs à d'autres influences. Lui-même cite parmi ses lectures les poètes John Keats et W. H. Auden. Il admet surtout l'influence de J. D. Salinger, qu'il relit le plus souvent, de William Faulkner et d'Ernest Hemingway. Du premier, Le Clézio retient la confrontation entre l'individu et la société. Du second le lyrisme (de plus en plus évident) et l'influence du monologue intérieur, du « flux de conscience » ; du troisième la démarche de l'écrivain voyageur.
Il se montre également influencé par le mysticisme de Lautréamont, sur lequel il écrit une thèse et publie de nombreux articles et préfaces ; par certaines idées d'Henri Michaux (hostilité envers la société, usage de la drogue comme expansion de la conscience), auquel il consacre un mémoire d'études ; ou encore par la démarche de rupture spirituelle d'Antonin Artaud qu'il salue comme précurseur de « ce rêve d'une terre nouvelle où tout est possible ; (...) d'un retour aux origines mêmes de la science et du savoir ; (...) ce rêve, mélange de violence et de mysticisme ». Le Clézio se révèle un insatiable lecteur, passionné par la découverte de nouveaux horizons, comme il le montre en rédigeant des préfaces pour des auteurs d'origines variées : Margaret Mitchell, Lao She, Thomas Mofolo, V.S. Naipaul et d'autres encore. Cette évolution débouche sur des œuvres de fiction exploitant ces thèmes du voyage, de l'onirisme et de la méditation, qui trouvent un écho favorable auprès du public à partir de Mondo et autres histoires, en 1978 et surtout de Désert, en 1980. Le Clézio est dès lors volontiers décrit comme inclassable, et poursuit l'exploration des thèmes de l'ailleurs dans Le Chercheur d'or, Onitsha ou encore Poisson d'or.

### Capacité de révolte

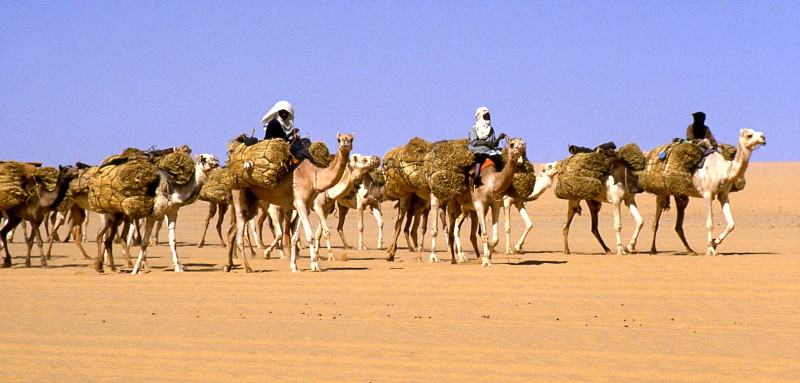
En 1980, Désert devient le premier livre à succès de Le Clézio.

La contestation est un caractère permanent de l’œuvre de Le Clézio. Après la dénonciation de la société urbaine et de sa brutalité dans les premières œuvres publiées, c’est une remise en cause plus générale du monde occidental qu’il élabore dans ses romans ultérieurs. Nourri par son expérience personnelle, Le Clézio dénonce ainsi la « guerre » cynique du monde mercantile (La Guerre), le scandale de l'exploitation des enfants (Hasard) et des cultures minoritaires (à partir de la fin des années 1980, il soutient l’ONG Survival International, dont il devient membre du Comité d’honneur). Les préoccupations touchant à l’environnement et à la pollution apparaissent également comme récurrentes chez Le Clézio, ce qui amène l’Académie suédoise à le qualifier comme « un écrivain écologiste engagé » : on la retrouve dès les années 1960-1970 avec Terra Amata, Le Livre des fuites, La Guerre, Les Géants.
Cette révolte demeure sensible dans les romans plus populaires des années 1980 : haine de l’impérialisme colonial (Désert) et du système qui en découle (Onitsha), rejet de la guerre destructrice (première Guerre mondiale dans Le Chercheur d’or, guerre du Biafra dans Onitsha), des nouvelles formes d'exploitation (prostitution, trafics humains, dans Désert). L’ensemble de ces engagements aboutissent dans les années 2000 à des œuvres plus nettement amères et critiques envers l’évolution occidentale moderne, en particulier le roman Ourania (2005), histoire du rejet catégorique du monde moderne par un groupe de chercheurs dans une vallée mexicaine perdue, ou Raga. Approche du continent invisible (2006), défense ardente des peuples insulaires d’Océanie, menacés par la mondialisation.

### Thème familial et autobiographique
Au milieu des années 1980, Le Clézio commence à aborder au sein de ses œuvres des thèmes plus personnels, en particulier à travers l’évocation de la famille. Ses intrigues et personnages s’inspirent de ses proches. Alexis, le narrateur du Chercheur d’or (1985), est ainsi inspiré à l'auteur par son grand-père Léon, auquel le roman est dédié, et qui habite également le récit Voyage à Rodrigues. Cette tendance se renforce avec Onitsha, en 1991, hommage à l’Afrique de l’enfance de Le Clézio. Puis, son grand-père est de nouveau au centre d’un ouvrage avec La Quarantaine en 1995. Le penchant autobiographique est ensuite clairement assumé dans Révolutions, en 2003. Puis c’est au tour de la figure du père d'être célébrée dans L'Africain en 2004, avant que Le Clézio ne s'inspire de sa mère pour le personnage d'Ethel Brun, dans Ritournelle de la faim.

### Accueil critique et public
Le Clézio connaît un succès indéniable dès ses premières parutions (prix Renaudot 1963). Il rencontre plus tard un véritable succès public, à partir de Mondo et autres histoires et surtout de Désert, livre à succès en 1980. Cette reconnaissance du public se vérifie en 1994, lorsque les lecteurs du magazine Lire le désignent « plus grand écrivain francophone vivant », le préférant à ses aînés Nathalie Sarraute, Claude Simon, Françoise Sagan, Michel Tournier ou encore Julien Gracq.
Le Clézio est l'un des auteurs de langue française les plus traduits dans le monde (allemand, anglais, catalan, chinois, coréen, danois, espagnol, grec, italien, japonais, néerlandais, portugais, russe, suédois, turc).
Depuis le prix Nobel de littérature en 2008, une revue internationale publiée par les éditions Complicités à Paris, Les Cahiers Le Clézio, publie chaque année un numéro thématique qui rassemble des articles critiques signés par des spécialistes de l’œuvre. Depuis 2015, la revue est publiée par les éditions Passage(s). Les premiers numéros de cette revue portent sur les thèmes suivants :
- À propos de Nice (2008) ;
- Contes, nouvelles et romances (2009) ;
- Migrations et métissages (2011, numéro double) ;
- La tentation poétique (2012) ;
- Voix de femmes (2013) ;
- Le goût des langues, les langues à l'œuvre (2014) ;
- La Philosophie (2015) ;
- La violence dans les premières œuvres (2016).

En septembre 2012, Le Clézio intervient dans les polémiques soulevées par un essai du polémiste et éditeur Richard Millet intitulé Langue fantôme, suivi de Éloge littéraire d'Anders Breivik. Il qualifie le texte d'« élucubration lugubre » et de « répugnant ». Richard Millet considère, de son côté, J.M.G. Le Clézio comme un exemple de la « postlittérature » qu'il dénonce et avance que « son style est aussi bête que naïve sa vision manichéenne du monde et ses romans dépourvus de ressort narratif. » Il précise dans un entretien : « Je ne suis pas anti-Le Clézio. Je trouve que sa syntaxe est bête, c'est-à-dire qu'elle est un peu gnan-gnan, qu'elle est le parfait reflet de sa pensée qui va dans le sens de la propagande, pensée multiculturaliste facile, manichéenne. Les Blancs, les Occidentaux sont tous épouvantables, mais les Indiens, etc., sont magnifiques… Le Clézio est le parfait représentant de cet effondrement du style…». L'émission Le Masque et la plume diffusée le 5 février 2023 évoque le recueil de nouvelles Avers. La critique Élisabeth Philippe dénonce une « littérature de cartes postales, sans aucune aspérité, extrêmement lisse », « une littérature ONG ». « Ce qui me fascine, chez Le Clézio, c'est l'absence d'écriture », ajoute Nelly Kapriélian, qui parle « d'une enfilade de clichés ». Jean-Claude Raspiengeas et Arnaud Viviant défendent au contraire vivement ce livre.

## Prix, distinctions et hommage

### Prix
- 1963 : prix Renaudot pour Le Procès-verbal
- 1972 : prix Valery-Larbaud (ex æquo avec Frida Weissman)
- 1980 : grand prix de littérature Paul-Morand de l'Académie française, pour son œuvre, à l'occasion de la sortie de Désert[65]
- 1992 : prix international Union latine des littératures romanes
- 1996 : prix des téléspectateurs de France Télévisions, pour La Quarantaine
- 1997 : grand prix Jean-Giono, pour l'ensemble de son œuvre
- 1997 : prix Puterbaugh
- 1998 : prix Prince-Pierre-de-Monaco, pour le Poisson d'or
- 2008 : prix Stig Dagerman, pour l'ensemble de son œuvre, à l'occasion de la sortie suédoise de Raga. Approche du continent invisible
- 2008 : prix Nobel de littérature, pour l'ensemble de son œuvre
- 2021 : prix littéraire Guy Bedouelle, pour Le flot de la poésie continuera de couler, avec la collaboration de Dong Qiang[66]

### Distinctions
- Officier de la Légion d'honneur (1er janvier 2009[67]), chevalier en 1991[68].
- Insigne de l'Ordre de l'Aigle aztèque (14 septembre 2010)

### Hommage
L'astéroïde (19132) Le Clézio a été nommé en son honneur.
En 2013, à la suite de la venue de Jean-Marie Gustave Le Clézio au Vanuatu, le Lycée français de Port-Vila est renommé « Lycée J.M.G. Le Clézio ».

## Œuvres

### Romans, nouvelles et récits
- Le Procès-verbal, roman, Paris, Gallimard, coll. « Le Chemin », 1963, 250 p. (prix Renaudot)
  - Édition illustrée par Edmond Baudoin, Paris, Futuropolis/Gallimard, 1989, 192 p.
- Le Jour où Beaumont fit connaissance avec sa douleur, nouvelle, Paris, Mercure de France, coll. « L'écharpe d’Iris », 1964, 51 p.
- La Fièvre, nouvelles, Paris, Gallimard, coll. « Le Chemin », 1965, 237 p.
- Le Déluge, roman, Paris, Gallimard, coll. « Le Chemin », 1966, 288 p.
- Terra Amata, roman, Paris, Gallimard, coll. « Le Chemin », 1967, 248 p.
- Le Livre des fuites, roman, Paris, Gallimard, coll. « Le Chemin », 1969, 290 p.
- La Guerre, roman, Paris, Gallimard, coll. « Le Chemin », 1970, 295 p.
- Les Géants, roman, Paris, Gallimard, coll. « Le Chemin », 1973, 320 p.
- Voyages de l'autre côté, roman, Paris, Gallimard, coll. « Le Chemin », 1975, 308 p.
- Mondo et autres histoires, contes, Paris, Gallimard, 1978, 278 p.Extraits : Lullaby, illustré par Georges Lemoine, Paris, Gallimard, coll. « Folio junior » no 140, 1980, 71 p. ; Celui qui n'avait jamais vu la mer, suivi de La Montagne du dieu vivant, Paris, Gallimard, coll. « Folio junior » no 232, 1982, 73 p.  (ISBN 2-07-033232-2) ; La Grande Vie, suivi de Peuple du ciel, Paris, Gallimard, coll. « Folio junior », no 554, 1990, 94 p.  (ISBN 2-07-033554-2) ; Peuple du ciel, suivi de Les Bergers, Paris, Gallimard, coll. « Folio à 2€ », 2002, 132 p. ; Mondo et trois autres histoires, Paris, Belin et Gallimard,  coll. « Classico collége », 2010, 256 p.
- Désert, roman, Paris, Gallimard, coll. « Le Chemin », 1980, 410 p. (grand prix de littérature Paul-Morand de l'Académie française)
- La Ronde et autres faits divers, nouvelles, Paris, Gallimard, coll. « Le Chemin », 1982, 235 p.  (ISBN 2-07-021395-1)Extraits : Villa Aurore, suivi de Orlamonde, Paris, Gallimard, coll. « Folio junior » no 302, 1985, 73 p.  (ISBN 2-07-033302-7) ; La Grande Vie, suivi de Peuple du ciel, Paris, Gallimard, coll. « Folio junior », no 554, 1990, 94 p.  (ISBN 2-07-033554-2)
- Le Chercheur d'or, roman, Paris, Gallimard, 1985, 332 p.  (ISBN 2-07-070247-2)
- Voyage à Rodrigues, roman, Paris, Gallimard, coll. « Le Chemin », 1986, 146 p.
- Printemps et autres saisons, nouvelles, Paris, Gallimard, coll. « Le Chemin », 1989, 203 p.  (ISBN 2-07-071364-4)
- Onitsha, roman, Paris, Gallimard, 1991, 250 p.  (ISBN 2-07-072230-9)
- Étoile errante, roman, Paris, Gallimard, 1992, 339 p.  (ISBN 2-07-072650-9)
- Pawana, roman, Paris, Gallimard, 1992, 54 p.  (ISBN 2-07-072806-4)
- La Quarantaine, roman, Paris, Gallimard, 1995, 464 p.  (ISBN 2-07-0743187)
- Poisson d'or, roman, Paris, Gallimard, 1997, 297 p.
- Hasard, suivi de Angoli Mala, romans, Paris, Gallimard, 1999, 290 p.  (ISBN 2-07-075537-1)
- Cœur brûle et autres romances, nouvelles, Paris, Gallimard, 2000, 187 p.  (ISBN 2-07-075980-6)
- Fantômes dans la rue, nouvelle, Elle, 2000, 48 p.
- Révolutions, roman, Paris, Gallimard, 2003, 554 p.  (ISBN 2-07-076853-8)
- L'Africain, portrait de son père, Paris, Mercure de France, coll. « Traits et portraits », 2004, 103 p.  (ISBN 2-7152-2470-2)
- Ourania, roman, Paris, Gallimard, coll. « Blanche », 2006, 297 p.  (ISBN 2-07-077703-0)
- Ritournelle de la faim, roman, Paris, Gallimard, coll. « Blanche », 2008, 206 p.
- Histoire du pied et autres fantaisies, nouvelles, Paris, Gallimard, 2011, 352 p.  (ISBN 978-2070136346)
- Tempête, deux novellas, Paris, Gallimard, 2014, 240 p.  (ISBN 978-2-07-014535-5)
- Alma, roman, Paris, Gallimard, 2017, 352 p.  (ISBN 978-2-07-274646-8)
- Bitna, sous le ciel de Séoul[69], Paris, Stock, 2018, 216 p.  (ISBN 978-2-234-08573-2)
- Chanson bretonne, suivi de L'Enfant et la Guerre, deux contes, Paris, Gallimard, coll. Blanche, 2020, 160 p.  (ISBN 978-2-07-289499-2)
- Avers, nouvelles, Paris, Gallimard, coll. « Blanche », 2023, 224 p.  (ISBN 978-2-07-014535-5)

### Essais et idées
- L'Extase matérielle, Paris, Gallimard, coll. « Le Chemin », 1967, 229 p.
- Haï, Genève, Skira, coll. « Les Sentiers de la création », 1971, 170 p.
- Mydriase, illustrations de Vladimir Veličković, Saint-Clément-la-Rivière, Fata Morgana, 1973 ; éd. définitive, 1993, 62 p.  (ISBN 2-85194-071-6)
- Vers les icebergs, Montpellier, Fata Morgana, coll. « Explorations », 1978, 52 p. (contient le texte d’Iniji, par Henri Michaux)
- L'Inconnu sur la terre, Paris, Gallimard, coll. « Le Chemin »! 1978, 325 p.
- Trois villes saintes, Paris, Gallimard, 1980, 81 p.Édition de bibliophilie : Chancah (première ville de Trois villes saintes), lithographies de Tony Soulié, Les Bibliophiles de France, 2012
- Le Rêve mexicain ou la pensée interrompue, Paris, Gallimard, coll. « NRF Essais », 1988, 248 p.  (ISBN 2-07-071389-X)
- Diego et Frida[70], Paris, Stock, coll. « Échanges », 1993, 237 p. + [12] p. de pl.  (ISBN 2-234-02617-2)
- La Fête chantée et autres essais de thème amérindien, Paris, Gallimard, coll. « Le Promeneur », 1997, 256 p.
- Gens des nuages (avec Jémia Le Clézio, photographies de Bruno Barbey), récit de voyage, Paris, Stock, coll. « Beaux Livres », 1997, 118 p.  (ISBN 2-234-04816-8)
- Francophonie : pour l'amour d'une langue, un récit de Le Clézio, suivi d'entretiens avec Barbara Cassin, Dorcy Rugamba, Fawzia Zouari, Rithy Panh et Simon Njami, Bruxelles, Éditions Nevicata, 2020, 94 p.  (ISBN 978-2-87523-165-9)
- Raga. Approche du continent invisible, Paris, Le Seuil, coll. « Peuples de l'eau », 2006, 135 p.  (ISBN 2-02-089909-4)
- Ballaciner, Paris, Gallimard, 2007, 185 p.  (ISBN 978-2-07-078484-4)
- Quinze causeries en Chine. Aventure poétique et échanges littéraires, Paris, Gallimard, 2019, 208 p. (ISBN 9782072845895)
- J.M.G. Le Clézio et Dong Qiang, Le flot de la poésie continuera de couler, Paris/impr. en Espagne, Les Éditions Philippe Rey, 5 novembre 2020, 208 p. (ISBN 978-2-84876-841-0 et 978-2-84876-842-7)
- J.M.G. Le Clézio, Identité nomade, Paris, Éditions Robert Laffont, 11 janvier 2024, 144 p. (ISBN 978-2221272633)

### Éditions de textes
- Les Prophéties du Chilam Balam, version et présentation de Le Clézio, Paris, Gallimard, coll. « Le Chemin »! 1976, 201 p.
- Relation de Michoacán, version et présentation de J.-M. G. Le Clézio, Paris, Gallimard, coll. « Tradition », 1984, 315 p.-[10] p. de pl.  (ISBN 2-07-070042-9)
- Sirandanes (avec Jémia Le Clézio), Paris, Seghers, 1990, 93 p.  (ISBN 2-232-10327-7)

### Ouvrages de littérature d'enfance et de jeunesse
- Voyage au pays des arbres, illustré par Henri Galeron, Paris, Gallimard, coll. « Enfantimages », 1978, 27 p.
- Balaabilou, d'après Désert, Paris, Gallimard, 1985, 26 p.  (ISBN 2-07-056250-6)
- L'Enfant de sous le pont, roman, Morsang-sur-Orge, Lire c'est partir, 2000, 62 p.

### Entretiens
- Conversations avec J. M. G. Le Clézio, entretiens avec Pierre Lhoste, Paris, Mercure de France, 1971, 127 p.
- Ailleurs, entretiens avec Jean-Louis Ezine, Paris, Arléa, 1995, 124 p.

### Discours et conférences
- Dans la forêt des paradoxes, conférence Nobel (vidéo), discours de réception du prix Nobel de littérature, 2008.

### Articles
- Jean-Marie Gustave Le Clézio, « Les îlois de Chagos contre le Royaume-Uni, suite et fin ? », Libération, no 9 953,‎ 15 mai 2013 (lire en ligne)
- Jean-Marie Gustave Le Clézio, « Lettre à ma fille, au lendemain du 11 janvier 2015 », Le Monde des livres,‎ 14 janvier 2015 (lire en ligne)

### Préfaces
- « La Dame aux abeilles », préface du récit de Sue Hubbell Une année à la campagne (A country year: living the questions, 1983), Gallimard, 1988[71] ; rééd. poche Folio n°2605.
- « Les Chants de Maldoror » (1869), préface du recueil poétique d'Isidore Ducasse, comte de Lautréamont, Gallimard, 1973.
- « Change ton monde » préface du livre de Cédric HERROU, les liens qui libèrent, 2020.

#### Livres
- Jennifer R. Waelti-Walters, J.M.G. Le Clézio, Boston, Twayne, « Twayne’s World Authors Series » 426, 1977
- Jennifer R. Waelti-Walters, Icare ou l'évasion impossible, éditions Naaman, Sherbrooke, Canada, 1981
- Elena Real, Dolores Jiménez (dir.), J.M.G. Le Clézio. Actes Du Colloque International, Valence, Universitat de València, 1992
- Georges Molinié, Alain Viala, Approches de la réception : sémiostylistique et sociopoétique de Le Clézio, Paris, PUF, 1993
- Miriam Stendal Boulos, Chemins pour une approche poétique du monde : le roman selon J. M. G. Le Clézio, Copenhague, Museum Tusculanum press, coll. « Études romanes », 1999
- Michelle Labbé, Le Clézio, l’écart romanesque, Paris/Montréal/Turin, L'Harmattan, 1999
- Sophie Jollin-Bertocchi, "JMG Le Clézio : l'érotisme, les mots", Paris, Kimé, 2001.
- Jacqueline Dutton, Le chercheur d’or et d’ailleurs : l’utopie de J. M. G. Le Clézio, Paris/Budapest/Turin, l’Harmattan, 2003
- Nicolas Pien, Le Clézio, la quête de l’accord originel, Paris/Budapest/Turin, l'Harmattan, 2004
- Bruno Thibault, Sophie Jollin-Bertocchi (dirs), J.M.G. Le Clézio: Intertextualité et interculturalité, Nantes, Editions du Temps, 2004
- Abdelhaq Anoun, J.-M.G. Le Clézio. Révolutions ou l'appel intérieur des origines, Paris, L'Harmattan, coll. « Approches littéraires », 2005
- Bruno Thibault, Bénédicte Mauguière (dirs), J.M.G. Le Clézio, la francophonie et la question coloniale, Nouvelles Études Francophones, numéro 20, 2005
- Margareta Kastberg Sjöblom, L'écriture de J. M. G. Le Clézio : des mots aux thèmes, Paris, Champion, 2006
- Marina Salles, Le Clézio peintre de la vie moderne, Paris, L’Harmattan, 2007
- Isabelle Roussel-Gillet (dir.), Le Clézio aux lisières de l’enfance, Arras, P. Université d'Artois, « Cahiers Robinson », 2008
- Raymond Mbassi Atéba, Identité et fluidité dans l'œuvre de Jean-Marie Gustave Le Clézio. Une poétique de la mondialité, Paris, L’Harmattan, 2008
- Claude Cavallero, Le Clézio témoin du monde, essai, Paris, Calliopées, 2009, 359 p.
- Bruno Thibault, J.M.G. Le Clézio et la métaphore exotique, Amsterdam/New York, Rodopi, 2009
- Claude Cavallero (dir), Le Clézio, revue Europe, Paris, no 957-958, janvier-février 2009
- Thierry Léger, Isabelle Roussel-Gillet, Marina Salles, (dir), Le Clézio, passeur des arts et des cultures, Presses Universitaires de Rennes, coll. Interférences, 2010
- Isabelle Roussel-Gillet, J.M.G. Le Clézio, écrivain de l'incertitude, Ellipses, 2011
- Bruno Thibault, Keith Moser (dirs), J.M.G. Le Clézio dans la forêt des paradoxes, Paris, Éditions de l'Harmattan, 2012
- Sabrinelle Bedrane et Isabelle Roussel-Gillet, Dossier consacré à JMG Le Clézio, nouvelliste des fièvres aux fantaisies, Revue Roman 20 50, numéro 55, 2013
- Émile Kerjean, Jean-MarieLe Clézio et la Bretagne, Skol-Vreizh, Morlaix, 2014
- Émile Kerjean, Le Clézio est univers, Skol-Vreizh, Morlaix, 2015
- Olivier Salazar-Ferrer et Martin Bronwen (dir.), « Le Clézio et la philosophie », Cahiers J.M.G. Le Clézio n°8, 2015. Paris, Éditions Passage(s), 2015.
- Isabelle Roussel-Gillet, J.M.G. Le Clézio, l'œuvre féconde. Certitudes, pays et musées imaginaires. Paris, Éditions Passage(s), 2016. 400 p.
- Marc Alpozzo, J.M.G. Le Clézio, coll. "Duetto", Paris, Nouvelles Lectures, 2017. 50 p.
- Martine Arrigo-Schwartz, Le Clézio et le pays de Nice, éd. Baie des anges, Nice, 2020, 221 p.
- Maan Alsahoui, JMG Le Clézio et les miroirs de l'Autre, PULIM, 2020, 272 p.

#### Articles
- Denise Bourdet, J. M. G. Le Clezio, dans: Encre sympathique, Paris, Grasset, 1966.
- Raymond Mbassi Atéba, page consacrée à Jean-Marie Gustave Le Clézio sur le site Île en île (comprend notamment une bibliographie très fournie des études consacrées à l'écrivain.)
- Elisabeth Poulet, « La faille identitaire chez les personnages de Le Clézio » (mai 2007), sur le site de la Revue des ressources.
- Régis Poulet, « Le Clézio et l'Inde » (mai 2007), sur le site de la Revue des ressources.
- Marc Alpozzo, « Ici et Ailleurs, une lecture de Le Clézio » (octobre 2008), in: La Presse Littéraire, n°12, dec. 2007-Jan-fév. 2008.
- Isabelle Roussel-Gillet, « Les cartes du ciel à l’œuvre chez Le Clézio » (2008), sur le site de la revue Textimage.
- Raymond Cadorel, « Le Mexique dans l'œuvre de J.M.G. Le Clézio », Recherches et études comparatistes ibéro- françaises, Sorbonne Nouvelle, 1985, n°7.
- Marc Alpozzo, Le Clézio, le silence et l'infini, in: Le Magazine des Livres 13/2008 (5-8).
- Pascal Rannou, « J.-M.-G. Le Clézio et le récit poétique », in Studii si Cercetari Filologice : Seria Limbi Romanice, no 6, université de Pitesti, Roumanie, mars 2009, p. 87-102, texte intégral sur le site Directory of open access journals.
- Isidore Pentecôte Bikoko, L'imaginaire utopique de la diversité culturelle chez Amin Maalouf et JMG Le Clézio, Faculté des Arts, Lettres et Sciences Humaines / UYI, 2014, 437 p.

#### Archives
- « La langue française est peut-être mon véritable pays », entretien avec Tirthankar Chanda (2001), sur le site du ministère des Affaires étrangères de la République française.
- Le site Audio-Vidéo-Campus de l'université de León propose une large sélection de documents (émissions radiophoniques et télévisées, articles et ouvrages) relatifs à J.M.G. Le Clézio.

### Filmographie
- François Caillat, J.M.G. Le Clézio entre les mondes, 52 minutes, 2008
- Tony Gatlif, Mondo, film inspiré de la nouvelle de J.M.G. Le Clézio, 1996.

### Notices et ressources
- Ressources relatives à la littérature :   - Académie française (lauréats)
  - The Encyclopedia of Science Fiction
  - Étonnants voyageurs
  - Île en île
  - Internet Speculative Fiction Database
  - Kritisches Lexikon zur fremdsprachigen Gegenwartsliteratur
  - NooSFere
- Ressources relatives à l'audiovisuel :   - Africultures
  - IMDb
  - Unifrance
- Ressources relatives au spectacle :   - Les Archives du spectacle
  - Kunstenpunt
- Ressource relative à plusieurs domaines :   - Radio France
- Ressource relative à la bande dessinée :   - BD Gest'
- Ressource relative à la musique :   - MusicBrainz
- Ressource relative à la recherche :   - Persée
- Notices dans des dictionnaires ou encyclopédies généralistes :   - Britannica
  - Brockhaus
  - Den Store Danske Encyklopædi
  - Deutsche Biographie
  - Enciclopedia italiana
  - Enciclopedia De Agostini
  - Gran Enciclopèdia Catalana
  - Hrvatska Enciklopedija
  - Internetowa encyklopedia PWN
  - Nationalencyklopedin
  - Munzinger
  - Proleksis enciklopedija
  - Store norske leksikon
  - Treccani
  - Universalis
  - Visuotinė lietuvių enciklopedija
- Notices d'autorité :   - VIAF
  - ISNI
  - BnF (données)
  - IdRef
  - LCCN
  - GND
  - Italie
  - Japon
  - CiNii
  - Espagne
  - Belgique
  - Pays-Bas
  - Pologne
  - Israël
  - NUKAT
  - Catalogne
  - Suède
  - Australie